# 계요등
계요등(鷄尿藤)은 꼭두서니과의 잎 지는 덩굴나무이다. 아시아 온대와 열대 전역에 분포한다.

## 생태
한국에서는 충청도 이남 산록의 양지 및 골짜기에 산다. 길이 5-7m이며 냄새가 난다. 줄기가 울타리나 다른 식물을 감고 올라가며 자라며, 윗부분이 겨울에 말라 죽어버린다. 잎은 마주나며 난형, 난상 피침형, 끝이 뾰족하고, 밑이 둥글거나 심장형이다. 가장자리는 밋밋하고, 잎자루는 길다. 꽃은 흰색으로 줄기 끝이나 잎겨드랑이에 원추꽃차례나 취산꽃차례로 달린다. 꽃받침은 5갈래, 화관도 5갈래, 수술은 5개이다. 열매는 핵과로 둥근 모양이며 황갈색으로 익고 약용으로 쓰인다.

## 변종
- 좁은잎계요등(Paederia scandens var. angustifolia (Nakai) T.B.Lee) : 잎이 좁고 긴 바소꼴이며 밑부분이 편평하다.[3]
- 털계요등(Paederia scandens var. velutina (Nakai) Nakai)

## 사진

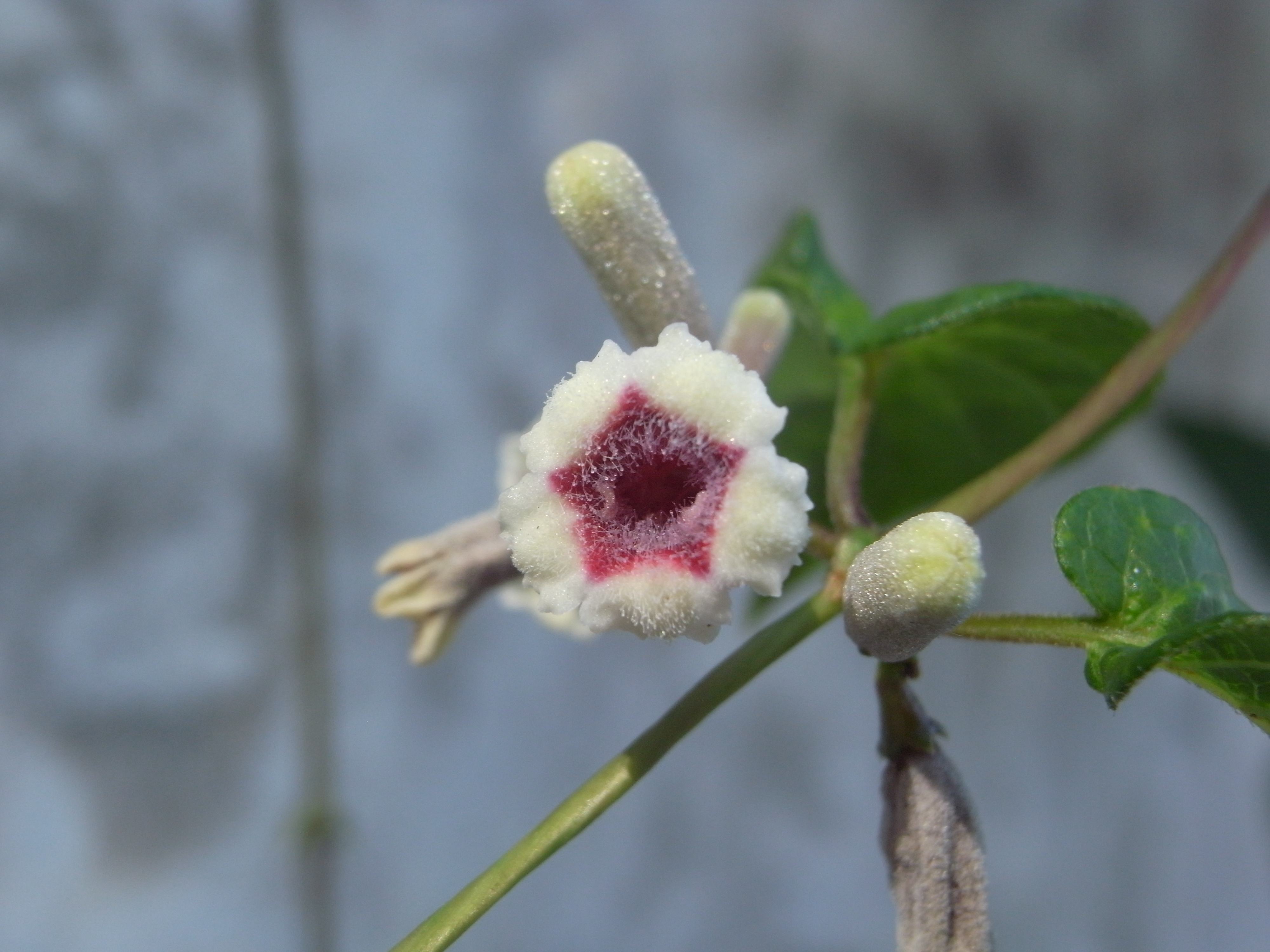
꽃
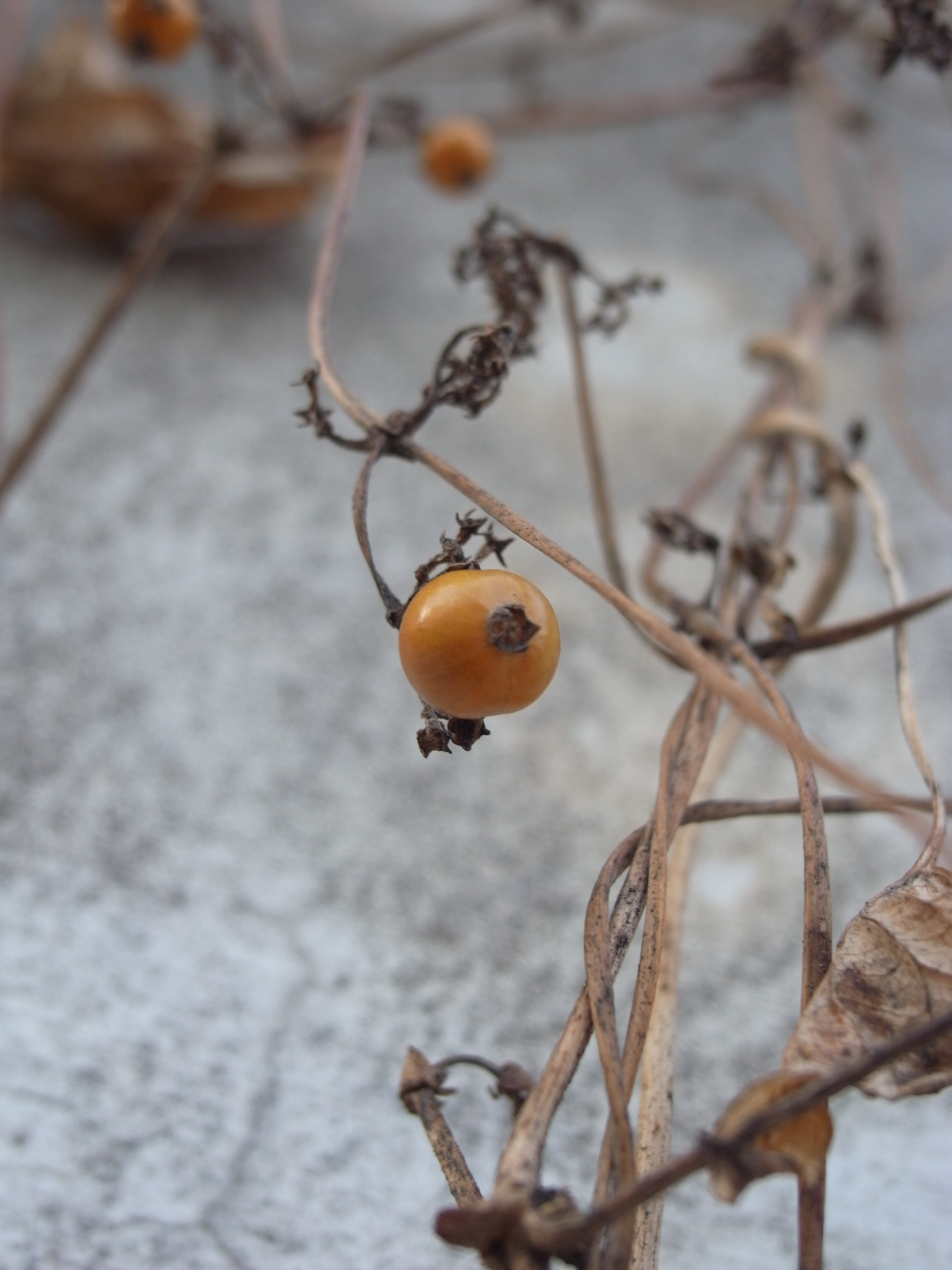
열매
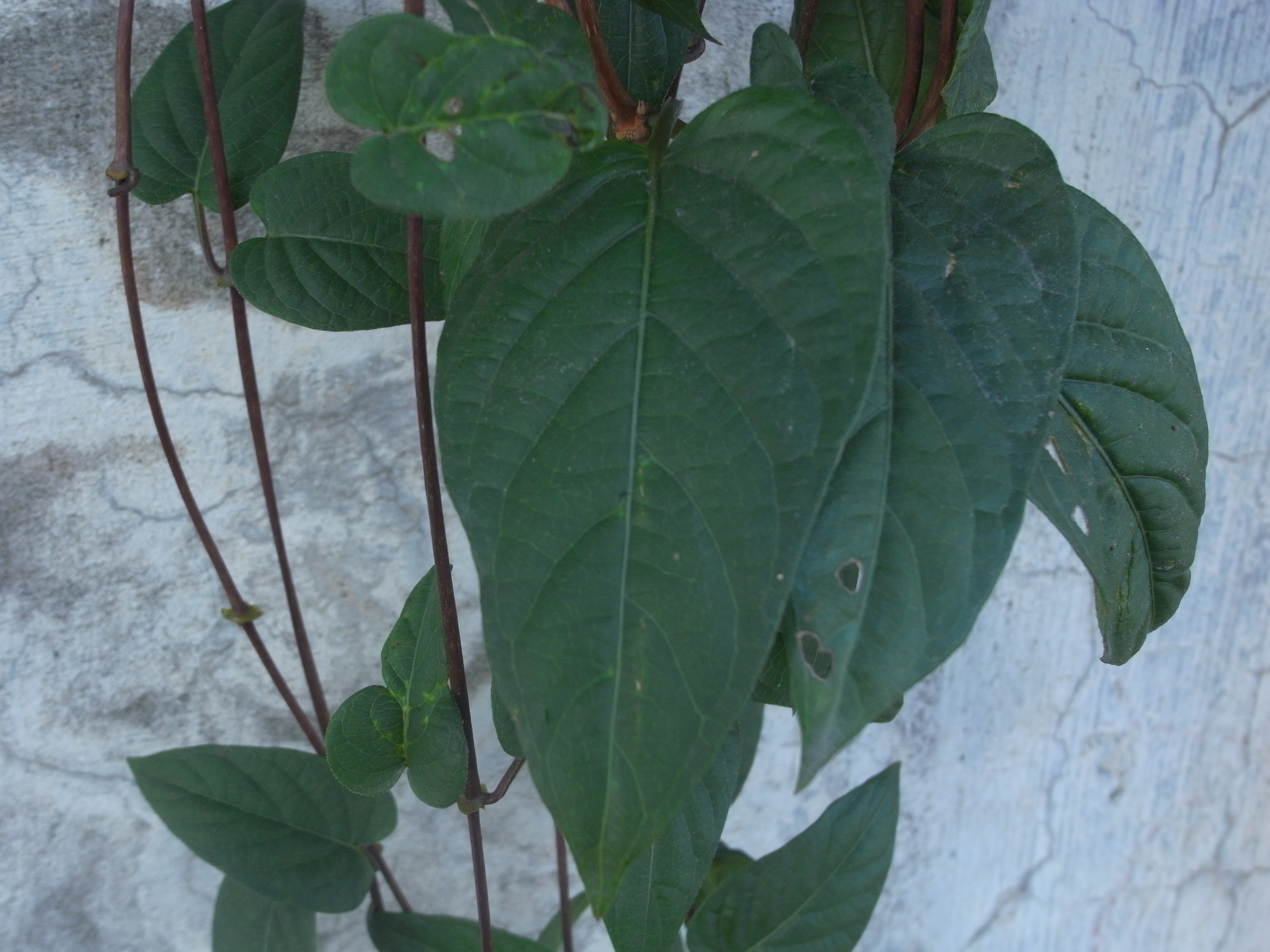
잎